# 동성서취
동성서취(射鵰英雄傳之東成西就)는 1993년 홍콩에서 개봉한 영화로, 김용의 소설 사조영웅전을 원작으로하는 코미디 영화이다. 감독은 유진위이며, 주연은 장국영, 임청하, 왕조현, 양가휘, 량차오웨이, 장만옥, 장학우, 유가령, 종진도, 엽옥경이다. 당시 홍콩 박스오피스 1위를 기록했으며 홍콩영화 역사상 제일 뛰어난 코미디 영화로 남았다.

## 제작 일화
원래 진지하고 난해한 무협영화인 동사서독 제작비가 많이 필요한데 이 제작비가 고갈되고 촬영 기간이 길어져 배우들의 원성이 높아지자, 동성서취를 통해 배우들의 쌓인 스트레스를 풀고, 또 동사서독의 제작비를 확보하기 위해 만든 코미디 영화라고 한다.
아이러니하게도 동사서독 관람자 수는 동성서취에 한참 못 미쳤다고 한다.

## 출연진
- 장국영 - 황약사
- 임청하 - 삼공주
- 왕조현 - 사매
- 양가휘 - 단왕야
- 양조위 - 구양봉
- 장만옥 - 금윤국
- 장학우 - 홍칠
- 유가령 - 주백통
- 종진도 - 왕중량

## KBS 성우진 (1997년 1월 1일)
- 김승준 - 황약사(장국영)
- 권희덕 - 삼공주(임청하)
- 홍성헌 - 구양봉(양조위)
- 김영민 - 홍칠(장학우)
- 김관철 - 단왕야(양가휘)
- 강희선 - 사매(왕조현)
- 최덕희 - 황후(엽옥경)
- 차명화 - 주백통(유가령)
- 이선 - 금윤국(장만옥)
- 유동현 - 왕중량(종진도)
- 김계원 - 황제
- 유제상 - 괴물
- 김창주 - 삼공주의 사부
- 한택심 - 괴물